# Danh sách đơn vị hành chính cấp hương của Tân Cương

## Tân Cương

### Ô Lỗ Mộc Tề (Ürümqi)
| Thành phố cấp địa khu Ürümqi (Ô Lỗ Mộc Tề) quản lí trực tiếp 8 đơn vị hành chính cấp huyện, bao gồm 7 quận và 1 huyện. Các đơn vị hành chính cấp huyện này được chia thành... đơn vị hành chính cấp hương, bao gồm... nhai đạo,... trấn và... hương. | |
| Thiên Sơn | Nhai đạo |
| Thiên Sơn | Yến Nhi Oa, Thắng Lợi Lộ, Đoàn Kết Lộ, Giải Phóng Nam Lộ, Tân Hoa Nam Lộ, Hòa Bình Lộ, Giải Phóng Bắc Lộ, Hạnh Phúc Lộ, Đông Môn, Tân Hoa Bắc Lộ, Thanh Niên Lộ, Dảm Tuyền, Diên An Lộ, Hồng Nhạn, Nam Thảo Than, Đông Tuyền Lộ                                                      |
| Sa Y Ba Khắc | Nhai đạo |
| Sa Y Ba Khắc | Trường Giang Lộ, Hòa Điền Nhai, Dương Tử Giang Lộ, Hữu Hảo Nam Lộ, Hữu Hảo Bắc Lộ, Bát Nhất, Lô Viện Nhai, Tây Sơn, Nhã Mã Lý Khắc Sơn, Hồng Miếu Tử, Trường Thắng Đông, Trường Thắng Tây, Trường Thắng Nam, Hỏa Xa Nam Trạm, Thương Phòng Câu, Hoàn Vệ Lộ, Kỵ Mã Sơn, Bình Đỉnh Sơn |
| Tân Thị | Nhai đạo |
| Tân Thị | Bắc Kinh Lộ, Nhị Công, Tam Công, Thạch Du Tân Thôn, Nghênh Tân Lộ, Khách Thập Đông Lộ, Bát Gia Hộ, Ngân Xuyên Lộ, Nam Vĩ Lộ, Hàng Châu Lộ, Lý Ngư Sơn, Bách Viên Lộ, Chính Dương Lộ, Cơ Tràng, Hữu Nghị Lộ, Cao Tân Nhai, Trường Xuân Trung Lộ                                       |
| Tân Thị | Trấn |
| Tân Thị | An Ninh Cừ |
| Tân Thị | Hương |
| Tân Thị | Nhị Công, Địa Oa Bảo, Thanh Cách Đạt Hồ, Lục Thập Hộ |
| Thủy Ma Câu | Nhai đạo |
| Thủy Ma Câu | Thủy Ma Câu, Lục Đạo Loan, Vi Hồ Lương, Bát Đạo Loan, Tân Dân Lộ, Nam Hồ Bắc Lộ, Thất Đạo Loan, Du Thụ Câu, Thạch Nhân Tử Câu, Thủy Tháp Sơn, Hoa Quang Nhai, Long Thịnh Nhai, Chấn An Nhai, Hà Mã Tuyền                                                                             |
| Đầu Đồn Hà | Nhai đạo |
| Đầu Đồn Hà | Cương Thành, Hỏa Xa Tây Trạm, Vương Gia Câu, Ô Xương Lộ, Bắc Trạm Tây Lộ, Trung Á Bắc Lộ, Trung Á Nam Lộ, Tung Sơn Nhai, Cao Thiết, Bạch Điểu Hồ, Tây Hồ, Bắc Trạm Đông Lộ, Lưỡng Hà, Ô Lỗ Mộc Tề Trạm                                                                               |
| Đạt Phản Thành | Nhai đạo |
| Đạt Phản Thành | Ngải Duy Nhĩ Câu, Ô Lạp Bạc, Diêm Hồ |
| Đạt Phản Thành | Trấn |
| Đạt Phản Thành | Đạt Phản Thành |
| Đạt Phản Thành | Hương |
| Đạt Phản Thành | Đông Câu, Tây Câu, A Khắc Tô |
| Mễ Đông | Nhai đạo |
| Mễ Đông | Thạch Hóa, Địa Bằng, Tạp Tử Loan, Cổ Mục Địa Đông Lộ, Cổ Mục Địa Tây Lộ, Nam Lộ, Vĩnh Tường Nhai, Thịnh Đạt Đông Lộ |
| Mễ Đông | Trấn |
| Mễ Đông | Cổ Mục Địa, Thiết Hán Câu, Trường Sơn Tử, Dương Mao Công, Tam Đạo Bá |
| Mễ Đông | Hương |
| Mễ Đông | Bách Dương Hà, Lô Thảo Câu |
| Ô Lỗ Mộc Tề | Nhai đạo |
| Ô Lỗ Mộc Tề | Thanh Thủy Tuyền, Tạ Gia Câu |
| Ô Lỗ Mộc Tề | Trấn |
| Ô Lỗ Mộc Tề | Thủy Tây Câu, Bản Phòng Câu, Vĩnh Phong |
| Ô Lỗ Mộc Tề | Hương |
| Ô Lỗ Mộc Tề | Tát Nhĩ Đạt Phản, Cam Câu, Thác Lý |

### Khắc Lạp Mã Y (Karamay)
| Thành phố cấp địa khu Karamay (Khắc Lạp Mã Y) quản lí trực tiếp 4 đơn vị hành chính cấp huyện, toàn bộ đều là quận. Các quận này được chia thành... đơn vị hành chính cấp hương, bao gồm... nhai đạo,... trấn và... hương. | |
| Độc Sơn Tử | Nhai đạo                                                                                                |
| Độc Sơn Tử | Kim Sơn Lộ, Tây Ninh Lộ, Tân Bắc Khu                                                                    |
| Khắc Lạp Mã Y | Nhai đạo                                                                                                |
| Khắc Lạp Mã Y | Thiên Sơn Lộ, Thắng Lợi Lộ, Côn Lôn Lộ, Ngân Hà Lộ, Kim Long Trấn, Ngũ Ngũ Tân Trấn, Nghênh Tân, Cổ Hải |
| Khắc Lạp Mã Y | Hương                                                                                                   |
| Khắc Lạp Mã Y | Tiểu Quải                                                                                               |
| Bạch Thiêm Than | Nhai đạo                                                                                                |
| Bạch Thiêm Than | Trung Hưng Lộ, Tam Bình Lộ                                                                              |
| Ô Nhĩ Hòa | Nhai đạo                                                                                                |
| Ô Nhĩ Hòa | Liễu Thụ Nhai                                                                                           |
| Ô Nhĩ Hòa | Trấn |
| Ô Nhĩ Hòa | Ô Nhĩ Hòa                                                                                               |
| Ô Nhĩ Hòa | Hương                                                                                                   |
| Ô Nhĩ Hòa | hương quân đội: đoàn 137                                                                                |

### Thổ Lỗ Phiên (Turfan)
| Thành phố cấp địa khu Turfan (Thổ Lỗ Phiên) quản lí trực tiếp 3 đơn vị hành chính cấp huyện, bao gồm 1 quận và 2 huyện. Các đơn vị hành chính cấp huyện này được chia thành... đơn vị hành chính cấp hương, bao gồm... nhai đạo,... trấn và... hương. |                                                                                             |
| Cao Xương | Nhai đạo                                                                                    |
| Cao Xương | Lão Thành Lộ, Cao Xương Lộ, Bồ Đào Câu, Hồng Liễu Hà                                        |
| Cao Xương | Trấn                                                                                        |
| Cao Xương | Thất Tuyền Hồ, Đại Hà Duyên, Á Nhĩ, Ngải Đinh Hồ, Bồ Đào                                    |
| Cao Xương | Hương                                                                                       |
| Cao Xương | Kháp Đặc Khách Lặc, Nhị Bảo, Tam Bảo, Thắng Kim                                             |
| Thiện Thiện | Trấn                                                                                        |
| Thiện Thiện | Thiện Thiện, Thất Khắc Đài, Hỏa Xa Trạm, Liên Mộc Thấm, Lỗ Khắc Thấm, Tịch Triển, Địch Khảm |
| Thiện Thiện | Hương                                                                                       |
| Thiện Thiện | Thổ Dục Câu, Đạt Lãng Khảm                                                                  |
| Thiện Thiện | Hương dân tộc                                                                               |
| Thiện Thiện | Đông Ba Trát                                                                                |
| Trát Khắc Tốn | Trấn                                                                                        |
| Trát Khắc Tốn | Thác Khắc Tốn, Khố Mễ Thập, Khắc Nhĩ Dảm, A Nhạc Huệ, Y Lạp Hồ, Hạ, Bác Tư Thản             |
| Trát Khắc Tốn | Hương                                                                                       |
| Trát Khắc Tốn | Quách Lặc Bố Y                                                                              |

### Cáp Mật (Kumul)
| Thành phố cấp địa khu Kumul (Cáp Mật) quản lí trực tiếp 3 đơn vị hành chính cấp huyện, bao gồm 1 quận, 1 huyện và 1 huyện tự trị. Các đơn vị hành chính cấp huyện này được chia thành... đơn vị hành chính cấp hương, bao gồm... nhai đạo,... trấn và... hương. | |
| Y Châu | Nhai đạo |
| Y Châu | Đông Hà, Tây Hà, Thành Bắc, Lệ Viên, Thạch Du Tân Thành                                                                 |
| Y Châu | Trấn |
| Y Châu | Nhã Mãn, Thất Giác Tỉnh, Tinh Tinh Hạp, Nhị Bảo, Đào Gia Cung, Ngũ Bảo, Tam Đạo Lĩnh                                    |
| Y Châu | Hương |
| Y Châu | Thấm Thành, Song Tỉnh Tử, Đại Tuyền Loan, Hồi Thành, Hoa Viên, Nam Hồ, Tây Sơn, Thiên Sơn, Bạch Thạch Đầu, Liễu Thụ Câu |
| Y Châu | Hương dân tộc |
| Y Châu | Ô Lạp Đài, Đức Ngoại Lý Đô Như                                                                                          |
| Y Ngô | Trấn |
| Y Ngô | Y Ngô, Náo Mao Hồ, Diêm Trì                                                                                             |
| Y Ngô | Hương |
| Y Ngô | Vi Tử Hạp, Hạ Mã Nhai, Thổ Hồ Lô                                                                                        |
| Y Ngô | Hương dân tộc |
| Y Ngô | Tiền Sơn |
| Ba Lý Khôn | Trấn |
| Ba Lý Khôn | Ba Lý Khôn, Bác Nhĩ Khương Cát, Đại Hà, Khuê Tô, Tam Đường Hồ                                                           |
| Ba Lý Khôn | Hương |
| Ba Lý Khôn | Tát Nhĩ Kiều Khắc, Hải Tử Duyên, Hạ Lạo Bá, Thạch Nhân Tử, Hoa Viên, Đại Hồng Liễu Hạp, Bát Tường Tử                    |

### Xương Cát
| Châu tự trị Xương Cát quản lí trực tiếp 7 đơn vị hành chính cấp huyện, bao gồm 2 thành phố cấp huyện, 4 huyện và 1 huyện tự trị. Các đơn vị hành chính cấp huyện này được chia thành... đơn vị hành chính cấp hương, bao gồm... nhai đạo,... trấn và... hương. | |
| Xương Cát | Nhai đạo |
| Xương Cát | Ninh Biên Lộ, Diên An Bắc Lộ, Bắc Kinh Nam Lộ, Kiến Quốc Lộ, Trung Sơn Lộ, Lục Châu Lộ                         |
| Xương Cát | Trấn |
| Xương Cát | Lưu Hoàng Câu, Tam Công, Du Thụ Câu, Nhị Lục Công, Đại Tây Cừ, Lục Công, Tân Hồ, Điền Bá                       |
| Xương Cát | Hương |
| Xương Cát | Miếu Nhĩ Câu                                                                                                   |
| Xương Cát | Hương dân tộc                                                                                                  |
| Xương Cát | A Thập Lý |
| Phụ Khang | Nhai đạo |
| Phụ Khang | Bác Phong, Phụ Tân, Chuẩn Đông                                                                                 |
| Phụ Khang | Trấn |
| Phụ Khang | Cam Hà Tử, Thành Quan, Cửu Vận Nhai, Tư Nê Tuyền Tử                                                            |
| Phụ Khang | Hương |
| Phụ Khang | Thủy Ma Câu |
| Phụ Khang | Hương dân tộc                                                                                                  |
| Phụ Khang | Thượng Hộ Câu, Tam Công Hà                                                                                     |
| Hô Đồ Bích | Trấn |
| Hô Đồ Bích | Hô Đồ Bích, Đại Phong, Tước Nhĩ Câu, Nhị Thập Lý Điếm, Viên Hộ Thôn, Ngũ Công Đài                              |
| Hô Đồ Bích | Hương dân tộc                                                                                                  |
| Hô Đồ Bích | Thạch Thê Tử                                                                                                   |
| Mã Nạp Tư | Trấn |
| Mã Nạp Tư | Mã Nạp Tư, Nhạc Thổ Dịch, Bao Gia Điếm, Lương Châu Hộ, Bắc Ngũ Xóa, Lục Hộ Địa, Lan Châu Loan                  |
| Mã Nạp Tư | Hương |
| Mã Nạp Tư | Quảng Đông Địa, Tháp Tây Hà, Hạn Tạp Tử Than                                                                   |
| Mã Nạp Tư | Hương dân tộc                                                                                                  |
| Mã Nạp Tư | Thanh Thủy Hà                                                                                                  |
| Kỳ Đài | Trấn |
| Kỳ Đài | Kỳ Đài, Lão Kỳ Đài, Bán Tiệt Câu, Cát Bố Khố, Đông Loan, Tây Địa, Bích Lưu Hà, Tam Cá Trang Tử, Tây Bắc Loan   |
| Kỳ Đài | Hương |
| Kỳ Đài | Khảm Nhĩ Tư, Ngũ Mã Tràng, Cổ Thành, Kiều Nhân, Thất Hộ, Tháp Tháp Nhĩ                                         |
| Cát Mộc Tát Nhĩ | Trấn |
| Cát Mộc Tát Nhĩ | Cát Mộc Tát Nhĩ, Tam Đài, Tuyền Tử Nhai, Bắc Đình, Nhị Công, Đại Hữu                                           |
| Cát Mộc Tát Nhĩ | Hương |
| Cát Mộc Tát Nhĩ | Khánh Dương Hồ, Lão Đài, Tân Địa                                                                               |
| Mộc Lũy | Trấn |
| Mộc Lũy | Mộc Lũy, Tây Cát Nhĩ, Đông Thành, Tân Hộ                                                                       |
| Mộc Lũy | Hương |
| Mộc Lũy | Anh Cách Bảo, Chiếu Bích Sơn, Tước Nhân, Bạch Dương Hà, Đại Thạch Đầu, Đại Nam Câu Ô Tư Biệt Khắc, Bác Tư Thản |

### Bác Nhĩ Tháp Lạp (Bortala)
| Châu tự trị Bortala (Bác Nhĩ Tháp Lạp) quản lí trực tiếp 4 đơn vị hành chính cấp huyện, bao gồm 2 thành phố cấp huyện và 2 huyện. Các đơn vị hành chính cấp huyện này được chia thành... đơn vị hành chính cấp hương, bao gồm... nhai đạo,... trấn và... hương. |                                                                              |
| Bác Lạc | Nhai đạo                                                                     |
| Bác Lạc | Thanh Đắc Lý, Cố Lực Mộc Đồ, Nam Thành Khu, Thanh Đạt Lạp, Khắc Nhĩ Căn Trác |
| Bác Lạc | Trấn                                                                         |
| Bác Lạc | Tiểu Doanh Bàn, Đạt Lặc Đặc, Ô Đồ Bố Lạp Cách, Thanh Đắc Lý                  |
| Bác Lạc | Hương                                                                        |
| Bác Lạc | Bối Lâm Cáp Nhật Mạc Đôn                                                     |
| A Lạp Sơn Khẩu | Nhai đạo                                                                     |
| A Lạp Sơn Khẩu | A Lạp Sáo                                                                    |
| A Lạp Sơn Khẩu | Trấn                                                                         |
| A Lạp Sơn Khẩu | Ngải Bỉ Hồ                                                                   |
| Tinh Hà | Trấn                                                                         |
| Tinh Hà | Tinh Hà, Đại Hà Duyên Tử, Thác Lý, Thác Thác                                 |
| Tinh Hà | Hương                                                                        |
| Tinh Hà | Mang Đinh                                                                    |
| Ôn Tuyền | Trấn                                                                         |
| Ôn Tuyền | Bác Cách Đạt Nhĩ, Cáp Nhật Bố Hô, An Cách Lý Cách                            |
| Ôn Tuyền | Hương                                                                        |
| Ôn Tuyền | Tra Cán Truân Cách, Trát Lặc Mộc Đặc, Tháp Tú                                |

### Ba Âm Quách Lăng (Bayingolin)
| Châu tự trị Bayingolin (Ba Âm Quách Lăng) quản lí trực tiếp 9 đơn vị hành chính cấp huyện, bao gồm 1 thành phố cấp huyện, 7 huyện và 1 huyện tự trị. Các đơn vị hành chính cấp huyện này được chia thành... đơn vị hành chính cấp hương, bao gồm... nhai đạo,... trấn và... hương. | |
| Khố Nhĩ Lặc | Nhai đạo |
| Khố Nhĩ Lặc | Đoàn Kết, Tát Y Ba Cách, Thiên Sơn, Tân Thành, Kiến Thiết, Triêu Dương, Lê Hương                                                                           |
| Khố Nhĩ Lặc | Trấn |
| Khố Nhĩ Lặc | Tháp Thập Điếm, Thượng Hộ, Khố Nhĩ Lặc Thị Tây Ni Nhĩ |
| Khố Nhĩ Lặc | Hương |
| Khố Nhĩ Lặc | Thiết Khắc Kỳ, Kháp Nhĩ Ba Cách, Anh Hạ, Khố Nhĩ Lặc Thị Lan Cán, Hòa Thập Lực Khắc, Cáp Lạp Ngọc Cung, A Ngõa Đề, Khố Nhĩ Lặc Thị Thác Bố Lực Kỳ, Phổ Huệ |
| Luân Đài | Trấn |
| Luân Đài | Luân Đài, Luân Nam, Quần Ba Khắc, Dương Hà |
| Luân Đài | Hương |
| Luân Đài | Cáp Nhĩ Ba Khắc, Dã Vân Câu, A Khắc Tát Lai, Tháp Nhĩ Lạp Khắc, Thảo Hồ, Thiết Nhiệt Khắc Ba Trát, Sách Đạt Nhã                                            |
| Úy Lê | Trấn |
| Úy Lê | Úy Lê, Đoàn Kết, Hưng Bình |
| Úy Lê | Hương |
| Úy Lê | Tháp Lý Mộc, Đôn Khoát Thản, Khách Nhĩ Khúc Ca, A Khắc Tô Phổ, Cổ Lặc Ba Cách                                                                              |
| Nhược Khương | Trấn |
| Nhược Khương | Nhược Khương, Y Thôn Bố Lạp Khắc, La Bố Bạc, Ngõa Thạch Hạp, Thiết Cán Lý Khắc                                                                             |
| Nhược Khương | Hương |
| Nhược Khương | Ngô Tháp Mộc, Thiết Mộc Lý Khắc, Kỳ Mạn Tháp Khắc |
| Thả Mạt | Trấn |
| Thả Mạt | Thả Mạt, Áo Y Á Y Lạp Khắc, Tháp Đề Nhượng, Tháp Trung, A Khương, A Nhiệt Lặc                                                                              |
| Thả Mạt | Hương |
| Thả Mạt | Quỳnh Khố Lặc, Thác Cách Lạp Khắc Lặc Khắc, Ba Cách Ngải Nhật Khắc, Anh Ngô Tư Đường, A Khắc Đề Khảm Đôn, Khoát Thập Tát Đặc Mã, Khố Lạp Mộc Lặc Khắc      |
| Hòa Tĩnh | Trấn |
| Hòa Tĩnh | Hòa Tĩnh, Ba Luân Đài, Ba Nhuận Cáp Nhĩ Mặc Đôn, Cáp Nhĩ Mặc Đôn, Ba Âm Bố Lỗ Khắc, Củng Nãi Tư, Nãi Môn Mặc Đôn, Hiệp Bỉ Nãi Nhĩ Bố Hô                    |
| Hòa Tĩnh | Hương |
| Hòa Tĩnh | Khắc Nhĩ Cổ Đề, A Lạp Câu, Ngạch Lặc Tái Đặc Ô Lỗ, Ba Âm Quách Lăng                                                                                        |
| Hòa Thạc | Trấn |
| Hòa Thạc | Đặc Ngô Lý Khắc, Tháp Cáp Kỳ, Khúc Huệ |
| Hòa Thạc | Hương |
| Hòa Thạc | Tô Cáp Đặc, Nãi Nhân Khắc Nhĩ, Tân Tháp Nhiệt |
| Hòa Thạc | Hương dân tộc |
| Hòa Thạc | Ô Thập Tháp Lạp |
| Bác Hồ | Trấn |
| Bác Hồ | Bác Hồ, Bản Bố Đồ |
| Bác Hồ | Hương |
| Bác Hồ | Tháp Ôn Giác Khẳng, Ô Lan Tái Cách, Tài Khảm Nặc Nhĩ, Tra Cán Nặc Nhĩ, Bác Tư Đằng Hồ                                                                      |
| Yên Kỳ | Trấn |
| Yên Kỳ | Yên Kỳ, Thất Cá Tinh, Vĩnh Ninh, Tứ Thập Lý Thành Tử |
| Yên Kỳ | Hương |
| Yên Kỳ | Bắc Đại Cừ, Ngũ Hảo Cừ, Tra Hãn Thải Khai, Bao Nhĩ Hải |

### Khắc Tư Lặc Tô (Kizilsu)
| Châu tự trị Kizilsu (Khắc Tư Lặc Tô) quản lí trực tiếp 4 đơn vị hành chính cấp huyện, bao gồm 1 thành phố cấp huyện và 3 huyện. Các đơn vị hành chính cấp huyện này được chia thành... đơn vị hành chính cấp hương, bao gồm... nhai đạo,... trấn và... hương. | |
| A Đồ Thập | Nhai đạo |
| A Đồ Thập | Hạnh Phúc Lộ, Quang Minh Lộ, Tân Thành |
| A Đồ Thập | Trấn |
| A Đồ Thập | Thượng A Đồ Thập |
| A Đồ Thập | Hương |
| A Đồ Thập | Tùng Tha Khắc, A Trát Khắc, A Hồ, Cách Đạt Lương, Cáp Lạp Tuấn, Thổ Cổ Mãi Đề                                                                        |
| A Khắc Đào | Trấn |
| A Khắc Đào | A Khắc Đào, Áo Y Tháp Khắc |
| A Khắc Đào | Hương |
| A Khắc Đào | Ngọc Mạch, Bì Lạp Lặc, Ba Nhân, Khách Nhiệt Khai Kỳ Khắc, Gia Mã Thiết Nhiệt Khắc, Mộc Cát, Bố Luân Khẩu, Khắc Tư Lặc Đào, Kháp Nhĩ Long             |
| A Khắc Đào | Hương dân tộc |
| A Khắc Đào | Tháp Nhĩ |
| A Hợp Kỳ | Trấn |
| A Hợp Kỳ | A Hợp Kỳ |
| A Hợp Kỳ | Hương |
| A Hợp Kỳ | Khố Lan Tát Nhật Khắc, Sắc Mạt Ba Y, Tô Mộc Tháp Thập, Cáp Lạp Kỳ, Cáp Lạp Bố Lạp Khắc                                                               |
| Ô Kháp | Trấn |
| Ô Kháp | Ô Kháp, Khang Tô |
| Ô Kháp | Hương |
| Ô Kháp | Ô Lỗ Khắc Kháp Đề, Ngô Hợp Sa Lỗ, Phiêu Nhĩ Thác Khoát Y, Hắc Tư Vi, Thác Vân, Thiết Liệt Khắc, Ba Âm Khố Lỗ Đề, Ba Tư Thản Thiết Liệt Khắc, Cát Căn |

### Y Lê (Ili)
| Châu tự trị Ili (Y Lê) quản lí trực tiếp 11 đơn vị hành chính cấp huyện, bao gồm 3 thành phố cấp huyện, 7 huyện và 1 huyện tự trị. Các đơn vị hành chính cấp huyện này được chia thành... đơn vị hành chính cấp hương, bao gồm... nhai đạo,... trấn và... hương. | |
| Y Ninh | Nhai đạo |
| Y Ninh | Tát Y Bố Y, Đôn Mãi Lý, Y Lê Hà Lộ, Khách Tán Kỳ, Đô Lai Đề Ba Cách, Quỳnh Khoa Thụy Khắc, Ngải Lan Mộc Ba Cách, Giải Phóng Lộ          |
| Y Ninh | Trấn |
| Y Ninh | Ba Ngạn Đại, Phan Tân, Anh Dã Nhĩ, Đạt Đạt Mộc Đồ                                                                                       |
| Y Ninh | Hương |
| Y Ninh | Hán Tân, Tháp Thập Khoa Thụy Khắc, Khách Nhĩ Đôn, Thác Cách Lạp Khắc, Khắc Bá Khắc Vu Tư                                                |
| Khuê Đồn | Nhai đạo |
| Khuê Đồn | Đoàn Kết Lộ, Ô Đông Lộ, Bắc Kinh Lộ, Ô Lỗ Mộc Tề Tây Lộ, Hỏa Xa Trạm                                                                    |
| Khuê Đồn | Hương |
| Khuê Đồn | Khai Cán Tề |
| Hoắc Nhĩ Quả Tư | Nhai đạo |
| Hoắc Nhĩ Quả Tư | Tạp Lạp Tô, Á Âu Đông Lộ, Á Âu Tây Lộ, Công Nghiệp Viên Khu                                                                             |
| Hoắc Nhĩ Quả Tư | Hương |
| Hoắc Nhĩ Quả Tư | Y Xa Dát Thiện |
| Y Ninh | Trấn |
| Y Ninh | Cát Lý Vu Tư, Đôn Ma Trát, Anh Tháp Mộc, Hồ Địa Vu Tư, Ba Y Thác Hải, A Nhiệt Ngô Tư Đường, Tát Mộc Vu Tư, Khách Thập                   |
| Y Ninh | Hương |
| Y Ninh | Thổ Lỗ Phiên Vu Tư, Khách Lạp Á Ca Kỳ, Vũ Công, Tát Địa Khắc Vu Tư, Duy Ngô Nhĩ Ngọc Kỳ Ôn, Ma Trát, Ôn Á Nhĩ, A Ô Lợi Á, Khúc Lỗ Hải   |
| Y Ninh | Hương dân tộc |
| Y Ninh | Du Quần Ông |
| Hoắc Thành | Trấn |
| Hoắc Thành | Thủy Định, Thanh Thủy Hà, Lô Thảo Câu, Huệ Viễn, Tát Nhĩ Bố Lạp Khắc                                                                    |
| Hoắc Thành | Hương |
| Hoắc Thành | Lan Cán, Tam Đạo Hà, Tam Cung, Đại Tây Câu                                                                                              |
| Củng Lưu | Trấn |
| Củng Lưu | Củng Lưu, A Khắc Thổ Biệt Khắc, Khố Nhĩ Đức Ninh, Đông Mãi Lý, A Ca Nhĩ Sâm, Đề Khắc A Nhiệt Khắc                                       |
| Củng Lưu | Hương |
| Củng Lưu | Cát Nhĩ Cách Lang, Tháp Tư Thác Biệt |
| Tân Nguyên | Trấn |
| Tân Nguyên | Tân Nguyên, Tắc Khắc Đài, A Nhiệt Lặc Thác Biệt, Tháp Lặc Đức, Na Lạp Đề, Tiêu Nhĩ Bố Lạp Khắc, Khách Lạp Bố Lạp, A Lặc Mã Lặc, Khảm Tô |
| Tân Nguyên | Hương |
| Tân Nguyên | Biệt Tư Thác Biệt, Thổ Nhĩ Căn |
| Chiêu Tô | Trấn |
| Chiêu Tô | Chiêu Tô, Khách Hạ Gia Nhĩ, A Khắc Đạt Lạp, Khách Lạp Tô, Hồng Nạp Hải                                                                  |
| Chiêu Tô | Hương |
| Chiêu Tô | Ô Tôn Bố Lạp Khắc, Tát Nhĩ Khoát Bố |
| Chiêu Tô | Hương dân tộc |
| Chiêu Tô | Sát Hãn Ô Tô, Hạ Đặc, Hồ Tùng Đồ Khách Nhĩ Tốn                                                                                          |
| Đặc Khắc Tư | Trấn |
| Đặc Khắc Tư | Đặc Khắc Tư, Kiều Lạp Khắc Thiết Nhiệt Khắc, Khách Lạp Đạt Lạp, Tề Lặc Ô Trạch Khắc, Khách Lạp Thác Hải                                 |
| Đặc Khắc Tư | Hương |
| Đặc Khắc Tư | Khoát Khắc Tô |
| Đặc Khắc Tư | Hương dân tộc |
| Đặc Khắc Tư | Hô Cát Nhĩ Đặc, Khoát Khắc Thiết Nhiệt Khắc                                                                                             |
| Ni Lặc Khắc | Trấn |
| Ni Lặc Khắc | Ni Lặc Khắc, Ô Lạp Tư Đài, Ô Tán, Mộc Tư                                                                                                |
| Ni Lặc Khắc | Hương |
| Ni Lặc Khắc | Tô Bố Đài, Khách Lạp Tô, Gia Cáp Ô Lạp Tư Đài, Khắc Lệnh, Khách Lạp Thác Biệt, Hồ Cát Nhĩ Đài                                           |
| Ni Lặc Khắc | Hương dân tộc |
| Ni Lặc Khắc | Khoa Khắc Hạo Đặc Hạo Nhĩ |
| Sát Bố Tra Nhĩ | Trấn |
| Sát Bố Tra Nhĩ | Sát Bố Tra Nhĩ, Ái Tân Sắc Lý, Tôn Trát Tề Ngưu Lục, Xước Hoắc Nhĩ, Gia Ca Tư Đài, Quỳnh Bác Lạp                                        |
| Sát Bố Tra Nhĩ | Hương |
| Sát Bố Tra Nhĩ | Đôi Tề Ngưu Lục, Nạp Đạt Tề Ngưu Lục, Trát Khố Tề Ngưu Lục, Khảm, Khoát Hồng Kỳ, Hải Nỗ Khắc                                            |
| Sát Bố Tra Nhĩ | Hương dân tộc |
| Sát Bố Tra Nhĩ | Mễ Lương Tuyền |

### A Khắc Tô (Aksu)
| Địa khu Aksu (A Khắc Tô) quản lí trực tiếp 9 đơn vị hành chính cấp huyện, bao gồm 2 thành phố cấp huyện và 7 huyện. Các đơn vị hành chính cấp huyện này được chia thành... đơn vị hành chính cấp hương, bao gồm... nhai đạo,... trấn và... hương. | |
| A Khắc Tô | Nhai đạo |
| A Khắc Tô | Lan Cán, Anh Ba Trát, Hồng Kiều, Tân Thành, Nam Thành, Kha Kha Nha, Đa Lãng                                          |
| A Khắc Tô | Trấn |
| A Khắc Tô | Khách Lạp Tháp Lặc, A Y Khố Lặc                                                                                      |
| A Khắc Tô | Hương |
| A Khắc Tô | Y Cán Kỳ, Bái Thập Thổ Cách Mạn, Thác Phổ Lỗ Khắc, Khố Mộc Ba Thập                                                   |
| Khố Xa | Nhai đạo |
| Khố Xa | Nhiệt Tư Thản, Tát Khắc Tát Khắc, Tân Thành, Đông Thành                                                              |
| Khố Xa | Trấn |
| Khố Xa | Ô Kháp, A Lạp Cáp Cách, Tề Mãn, Đôn Khoát Thản, Nha Cáp, Ô Tôn, Y Tây Cáp Lạp, Nhị Bát Đài                           |
| Khố Xa | Hương |
| Khố Xa | Ngọc Kỳ Ngô Tư Đường, Bỉ Tây Ba Cách, Cáp Ni Khách Tháp Mộc, A Khắc Ngô Tư Đường, A Cách, Tháp Lý Mộc                |
| Ôn Túc | Trấn |
| Ôn Túc | Ôn Túc, Thổ Mộc Tú Khắc, Khắc Tư Lặc, A Nhiệt Lặc, Giai Mộc, Thác Phủ Hãn, Cộng Thanh Đoàn, Kha Kha Nha              |
| Ôn Túc | Hương |
| Ôn Túc | Thác Hồ Lạp, Kháp Cách Lạp Khắc, Y Hi Lai Mộc Kỳ, Cổ Lặc A Ngõa Đề                                                   |
| Ôn Túc | Hương dân tộc |
| Ôn Túc | Bác Tư Đôn |
| Sa Nhã | Trấn |
| Sa Nhã | Sa Nhã, Thác Y Bảo Lặc Địch, Hồng Kỳ, Anh Mãi Lực, Sa Nhã Huyền Cáp Đức Đôn, Cổ Lặc Ba Cách, Hải Lâu                 |
| Sa Nhã | Hương |
| Sa Nhã | Nỗ Nhĩ Ba Cách, Tháp Lý Mộc, Cái Tư Khố Mộc, Ương Tháp Khắc Hiệp Hải Nhĩ                                             |
| Tân Hòa | Trấn |
| Tân Hòa | Tân Hòa, Vưu Lỗ Đô Tư Ba Cách, Y Kỳ Ngải Nhật Khắc, Tháp Thập Ngải Nhật Khắc                                         |
| Tân Hòa | Hương |
| Tân Hòa | Bài Tiên Bái Ba Trát, Vị Cán, Ngọc Kỳ Khách Đặc, Tháp Mộc Thác Cách Lạp Khắc                                         |
| Bái Thành | Trấn |
| Bái Thành | Bái Thành, Thiết Nhiệt Khắc, Sát Nhĩ Kỳ, Tái Lý Mộc                                                                  |
| Bái Thành | Hương |
| Bái Thành | Hắc Anh Sơn, Khắc Tư Nhĩ, Thác Khắc Tốn, Á Thổ Nhĩ, Khang Kỳ, Bố Long, Mễ Cát Khắc, Ôn Ba Thập, Đại Kiều, Lão Hổ Đài |
| Ô Thập | Trấn |
| Ô Thập | Ô Thập, A Hợp Nhã, Y Ma Mộc                                                                                          |
| Ô Thập | Hương |
| Ô Thập | A Khắc Thác Hải, Á Khoa Thụy Khắc, A Kháp Tháp Cách, Anh A Ngõa Đề, Áo Đặc Bối Hi                                    |
| Ô Thập | Hương dân tộc |
| Ô Thập | Á Mạn Tô |
| A Ngõa Đề | Trấn |
| A Ngõa Đề | A Ngõa Đề, Ô Lỗ Khước Lặc, Bái Thập Ngải Nhật Khắc, Tháp Mộc Thác Cách Lạp Khắc, Anh Ngải Nhật Khắc                  |
| A Ngõa Đề | Hương |
| A Ngõa Đề | A Y Ba Cách, Đa Lãng, Ba Cách Thác Cách Lạp Khắc                                                                     |
| Kha Bình | Trấn |
| Kha Bình | Kha Bình, Cái Tư Lực Khắc, A Kháp Lặc                                                                                |
| Kha Bình | Hương |
| Kha Bình | Ngọc Nhĩ Kỳ, Khải Lãng                                                                                               |

### Khách Thập (Kashgar)
| Địa khu Kashgar (Khách Thập) quản lí trực tiếp 12 đơn vị hành chính cấp huyện, bao gồm 1 thành phố cấp huyện, 10 huyện và 1 huyện tự trị. Các đơn vị hành chính cấp huyện này được chia thành... đơn vị hành chính cấp hương, bao gồm... nhai đạo,... trấn và... hương. | |
| Khách Thập | Nhai đạo |
| Khách Thập | Kháp Tát, A Ngõa Cách, Ngô Tư Đường Bác Y, Khố Mộc Đại Nhĩ Ngõa Trát, Tây Vực Đại Đạo, Đông Hồ, Nghênh Tân Đại Đạo, Tây Công Viên |
| Khách Thập | Trấn |
| Khách Thập | Nãi Tắc Nhĩ Ba Cách, Hạ Mã Lặc Ba Cách |
| Khách Thập | Hương |
| Khách Thập | Đa Lai Đặc Ba Cách, Hạo Hãn, Sắc Mãn, Hoang Địa, Mạt Cáp Thái Khắc Lý, Bá Thập Khắc Nhiên Mộc, A Ngõa Đề, Anh Ngô Tư Thản, A Khắc Khách Thập |
| Sơ Phụ | Trấn |
| Sơ Phụ | Thác Khắc Trát Khắc, Lan Cán, Ngô Khố Tát Khắc, Ô Mạt Nhĩ |
| Sơ Phụ | Hương |
| Sơ Phụ | Tháp Thập Mễ Lý Khắc, Thiết Nhật Mộc, Bố Lạp Khắc Tô, Tát Y Ba Cách, Trạm Mẫn, Mộc Thập |
| Sơ Lặc | Trấn |
| Sơ Lặc | Sơ Lặc, Hãn Nam Lực Khắc, Nha Phủ Tuyền |
| Sơ Lặc | Hương |
| Sơ Lặc | Ba Nhân, Dương Đại Mạn, Á Mạn Nha, Ba Hợp Tề, Tháp Tư Hồng, Anh Nhĩ Lực Khắc, Khố Mộc Tây Lực Khắc, Tháp Ca Nhĩ Kỳ, Ngải Nhĩ Mộc Đông, A Lạp Lực, A Lạp Phủ, Anh A Ngõa Đề                                                                       |
| Anh Cát Sa | Trấn |
| Anh Cát Sa | Anh Cát Sa, Ô Kháp, Mang Tân, Tát Hãn |
| Anh Cát Sa | Hương |
| Anh Cát Sa | Thành Quan, Kiều Lặc Phan, Long Phủ, Sắc Đề Lực, Anh Dã Nhĩ, Khắc Tư Lặc, Thác Phổ Lỗ Khắc, Tô Cái Đề, Ngải Cổ Tư, Y Cách Tư Dã Nhĩ |
| Trạch Phổ | Trấn |
| Trạch Phổ | Trạch Phổ, Khuê Y Ba Cách |
| Trạch Phổ | Hương |
| Trạch Phổ | Ba Tư Khách Mộc, Y Mã, Cổ Lặc Ba Cách, Tái Lực, Y Khẳng Tô, Đồ Hô Kỳ, Khuê Y Ba Cách, A Khắc Tháp Mộc, A Y Khố Lặc, Đồng An |
| Trạch Phổ | Hương dân tộc |
| Trạch Phổ | Bố Y Lỗ Khắc |
| Toa Xa | Nhai đạo |
| Toa Xa | Diệp Nhĩ Khương, Thành Trung, Thành Đông, Thành Tây, Thành Bắc |
| Toa Xa | Trấn |
| Toa Xa | Toa Xa, Kháp Nhiệt Khắc, Ngải Lực Tây Hồ, Hoang Địa, A Ngõa Đề, Bạch Thập Khảm Đặc, Y Cái Nhĩ Kỳ, Cổ Lặc Ba Cách, Mễ Hạ, Thác Mộc Ngô Tư Đường, Tháp Ca Nhĩ Kỳ, Ô Đạt Lực Khắc, A Lạp Mãi Đề, A Trát Đặc Ba Cách                                 |
| Toa Xa | Hương |
| Toa Xa | A Nhiệt Lặc, Kháp Nhĩ Ba Cách, Anh Ngô Tư Đường, A Nhĩ Tư Lan Ba Cách, Á Khách Ngải Nhật Khắc, Khách Quần, Hoắc Thập Lạp Phủ, Đạt Mộc Tư, Y Thập Khố Lực, Phách Khắc Kỳ, Khoát Thập Ngải Nhật Khắc, Đôn Ba Cách, Ba Cách A Ngõa Đề, Khách Lạp Tô |
| Toa Xa | Hương dân tộc |
| Toa Xa | Tư Nhiệt Phủ Hạ Đề |
| Diệp Thành | Trấn |
| Diệp Thành | Khách Cách Lặc Khắc, Kháp Nhĩ Ba Cách, Ô Hạ Ba Thập, A Khắc Tháp Thập |
| Diệp Thành | Hương |
| Diệp Thành | Lạc Khắc, Bá Tây Nhiệt Khắc, Thiết Đề, Kháp Tát Mỹ Kỳ Đặc, Thổ Cổ Kỳ, Giang Cách Lặc Tư, Gia Y Đề Lặc Khắc, Ba Nhân, Ô Cát Nhiệt Khắc, Hạ Hợp Phủ, Y Lực Khắc Kỳ, Y Đề Mộc Khổng, Tông Lãng, Kha Khắc Á, Tây Hợp Hưu, Kỳ Bàn, Tát Y Ba Cách      |
| Mạch Cái Đề | Trấn |
| Mạch Cái Đề | Mạch Cái Đề, Ba Trát Kết Mễ |
| Mạch Cái Đề | Hương |
| Mạch Cái Đề | Hi Y Đề Đôn, Ương Tháp Khắc, Thổ Mạn Tháp Lặc, Ca Tư Khố Lặc, Khắc Tư Lặc A Ngõa Đề, Khố Mộc Khố Tát Nhĩ, Ngang Cách Đặc Lặc Khắc, Khố Nhĩ Mã |
| Nhạc Phổ Hồ | Trấn |
| Nhạc Phổ Hồ | Nhạc Phổ Hồ, Ngải Tây Mạn, Thiết Nhiệt Mộc, Dã Khắc Tiên Bái Ba Trát |
| Nhạc Phổ Hồ | Hương |
| Nhạc Phổ Hồ | Nhạc Phổ Hồ, A Kỳ Khắc, Sắc Dã Khắc, Ba Y Ngõa Đề, A Hồng Lỗ Khố Mộc |
| Già Sư | Trấn |
| Già Sư | Ba Nhân, Tây Khắc Nhĩ Khố Lặc, Hạ Phổ Thổ Lặc, Ngọa Lý Thác Cách Lạp Khắc, Khắc Tư Lặc Bác Y, Hòa Hạ A Ngõa Đề |
| Già Sư | Hương |
| Già Sư | Thiết Nhật Mộc, Anh Mãi Lý, Giang Ba Tư, Mễ Hạ, Khắc Tư Lặc Tô, Cổ Lặc Lỗ Khắc, Ngọc Đại Khắc Lực Khắc |
| Ba Sở | Trấn |
| Ba Sở | Ba Sở, Sắc Lực Bố Á, A Ngõa Đề, Tam Xóa Khẩu |
| Ba Sở | Hương |
| Ba Sở | Kháp Nhĩ Ba Cách, Đa Lai Đề Ba Cách, A Nạp Khố Lặc, Hạ Mã Lặc, A Khắc Tát Khắc Mã Nhiệt Lặc, A Lạp Căn, Quỳnh Khố Kháp Khắc, Anh Ngô Tư Thản |
| Tháp Thập Khố Nhĩ Can - Tháp Cát Khắc | Trấn |
| Tháp Thập Khố Nhĩ Can - Tháp Cát Khắc | Tháp Thập Khố Nhĩ Can, Tháp Cát Khắc A Ba Đề |
| Tháp Thập Khố Nhĩ Can - Tháp Cát Khắc | Hương |
| Tháp Thập Khố Nhĩ Can - Tháp Cát Khắc | Tháp Thập Khố Nhĩ Can, Tháp Hợp Mạn, Đề Tư Na Phủ, Đạt Bố Đạt Nhĩ, Mã Nhĩ Dương, Ngõa Kháp, Ban Dịch Nhĩ, Khố Khoa Tây Lỗ Cách, Đại Đồng |
| Tháp Thập Khố Nhĩ Can - Tháp Cát Khắc | Hương dân tộc |
| Tháp Thập Khố Nhĩ Can - Tháp Cát Khắc | Khoa Khắc Á Nhĩ |

### Hòa Điền (Hotan)
| Địa khu Hotan (Hòa Điền) quản lí trực tiếp 8 đơn vị hành chính cấp huyện, bao gồm 1 thành phố cấp huyện và 7 huyện. Các đơn vị hành chính cấp huyện này được chia thành... đơn vị hành chính cấp hương, bao gồm... nhai đạo,... trấn và... hương. | |
| Hòa Điền | Nhai đạo |
| Hòa Điền | Nỗ Nhĩ Ba Cách, Cổ Giang Ba Cách, Cổ Lặc Ba Cách, Nạp Nhĩ Ba Cách |
| Hòa Điền | Trấn |
| Hòa Điền | Lạp Tư Khuê, Ngọc Long Khách Thập, Thổ Sa Lạp |
| Hòa Điền | Hương |
| Hòa Điền | Tiêu Nhĩ Ba Cách, Y Lý Kỳ, Cổ Giang Ba Cách, Cát Á, A Khắc Kháp Lặc |
| Hòa Điền | Trấn |
| Hòa Điền | Ba Cách Kỳ, Hãn Ngải Nhật Khắc |
| Hòa Điền | Hương |
| Hòa Điền | Anh A Ngõa Đề, Anh Ngải Nhật Khắc, Bố Trát Khắc, Lạp Y Khách, Lãng Như, Tháp Ngõa Khố Lặc, Y Tư Lạp Mộc A Ngõa Đề, Sắc Cách Tư Khố Lặc, Khách Thập Tháp Thập, Ngô Tông Tiêu            |
| Mặc Ngọc | Trấn |
| Mặc Ngọc | Khách Lạp Khách Thập, Trát Ngõa, Khuê Nha, Khách Nhĩ Tái, Phổ Kháp Khắc Kỳ |
| Mặc Ngọc | Hương |
| Mặc Ngọc | A Khắc Tát Lạp Y, Ô Nhĩ Kỳ, Thác Hồ Lạp, Tát Y Ba Cách, Gia Hãn Ba Cách, Mang Lai, Khoát Y Kỳ, Nhã Ngõa, Thổ Ngoại Đặc, Anh Dã Nhĩ, Khách Ngõa Khắc                                    |
| Bì Sơn | Nhai đạo |
| Bì Sơn | nhai đạo của huyện Bì Sơn |
| Bì Sơn | Trấn |
| Bì Sơn | Cố Mã, Đỗ Ngõa, Tái Đồ Lạp, Mộc Cát, Khoát Thập Tháp Cách, Tang Chu |
| Bì Sơn | Hương |
| Bì Sơn | Khắc Lý Dương, Khoa Khắc Thiết Nhiệt Khắc, Kiều Đạt, Mộc Khuê Lạp, Tàng Quế, Bì Á Lặc Mã, Bì Tây Na, Ba Thập Lan Cán                                                                   |
| Bì Sơn | Hương dân tộc |
| Bì Sơn | Não A Ba Đề, Khang Khắc Nhĩ |
| Lạc Phổ | Nhai đạo |
| Lạc Phổ | Thành Khu |
| Lạc Phổ | Trấn |
| Lạc Phổ | Lạc Phổ, Sơn Phổ Lỗ, Hàng Quế |
| Lạc Phổ | Hương |
| Lạc Phổ | Bố Á, Kháp Nhĩ Ba Cách, Đa Lỗ, Nạp Ngõa, Bái Thập Thác Cách Lạp Khắc, A Kỳ Khắc |
| Sách Lặc | Trấn |
| Sách Lặc | Sách Lặc, Cố Lạp Hợp Mã |
| Sách Lặc | Hương |
| Sách Lặc | Sách Lặc, Đạt Mã Câu, Kháp Cáp, Ô Lỗ Khắc Tát Y, Nô Nhĩ, Bác Tư Thản |
| Vu Điền | Trấn |
| Vu Điền | Mộc Ca Lạp, Tiên Bái Ba Trát |
| Vu Điền | Hương |
| Vu Điền | Gia Y, Khoa Khắc Á, A Nhiệt Lặc, A Nhật Hi, Lan Cán, Tư Dã Khắc, Thác Cách Nhật Ca Tư, Khách Lạp Khắc Nhĩ, Áo Y Thác Cách Lạp Khắc, A Khương, Anh Ba Cách, Hi Ngô Lặc, Đạt Lý Nhã Bố Y |
| Dân Phong | Trấn |
| Dân Phong | Ni Nhã |
| Dân Phong | Hương |
| Dân Phong | Ni Nhã, Nhược Khắc Nhã, Tát Lặc Ngô Tắc Khắc, Diệp Diệc Khắc, An Dịch Nhĩ, Á Ngõa Thông Cổ Tư                                                                                          |

### Tháp Thành
| Địa khu Tháp Thành quản lí trực tiếp 7 đơn vị hành chính cấp huyện, bao gồm 2 thành phố cấp huyện, 4 huyện và 1 huyện tự trị. Các đơn vị hành chính cấp huyện này được chia thành... đơn vị hành chính cấp hương, bao gồm... nhai đạo,... trấn và... hương. | |
| Tháp Thành | Nhai đạo |
| Tháp Thành | Hòa Bình, Đỗ Biệt Khắc, Tân Thành                                                                                       |
| Tháp Thành | Trấn |
| Tháp Thành | Nhị Công, Kháp Hạ |
| Tháp Thành | Hương |
| Tháp Thành | Khách Lạp Cáp Ba Khắc, A Bất Đô Lạp, Dã Môn Lặc                                                                         |
| Tháp Thành | Hương dân tộc |
| Tháp Thành | A Tây Nhĩ |
| Ô Tô | Nhai đạo |
| Ô Tô | Nam Uyển, Hồng Kiều, Tân Thị Khu, Tây Thành, Khuê Hà                                                                    |
| Ô Tô | Trấn |
| Ô Tô | Bạch Dương Câu, Cáp Đồ Bố Hô, Hoàng Cung, Xa Bài Tử, Cam Hà Tử, Bách Tuyền, Tứ Khỏa Thụ, Cổ Nhĩ Đồ, Tây Hồ, Tây Đại Câu |
| Ô Tô | Hương |
| Ô Tô | Bát Thập Tứ Hộ, Giáp Hà Tử, Cửu Gian Lâu, Thạch Kiều, Đầu Đài                                                           |
| Ô Tô | Hương dân tộc |
| Ô Tô | Cát Nhĩ Cách Lặc Đặc Quách Lăng, Tháp Bố Lặc Hợp Đặc                                                                    |
| Ngạch Mẫn | Trấn |
| Ngạch Mẫn | Ngạch Mẫn, Ngọc Thập Khách Lạp Tô, Kiệt Lặc A Ca Thập, Thượng Hộ, Mã Nhiệt Lặc Tô, Khách Lạp Dã Mộc Lặc                 |
| Ngạch Mẫn | Hương |
| Ngạch Mẫn | Giao Khu, Lạt Ma Chiêu, Nhị Đạo Kiều                                                                                    |
| Ngạch Mẫn | Hương dân tộc |
| Ngạch Mẫn | Ngạch Mã Lặc Quách Lăng, Hoắc Cát Nhĩ Đặc                                                                               |
| Sa Loan | Trấn |
| Sa Loan | Tam Đạo Hà Tử, Tứ Đạo Hà Tử, Lão Sa Loan, Ô Lan Ô Tô, An Tập Hải, Đông Loan, Tây Qua Bích, Liễu Mao Loan, Kim Câu Hà    |
| Sa Loan | Hương |
| Sa Loan | Thương Hộ Địa, Đại Tuyền, Bác Nhĩ Thông Cổ                                                                              |
| Thác Lý | Trấn |
| Thác Lý | Thác Lý, Thiết Hán Câu, Miếu Nhĩ Câu                                                                                    |
| Thác Lý | Hương |
| Thác Lý | Đa Lạp Đặc, Ô Tuyết Đặc, Khố Phổ, A Khắc Biệt Lý Đấu                                                                    |
| Dụ Dân | Trấn |
| Dụ Dân | Cáp Lạp Bố Lạp, Cát Dã Khắc                                                                                             |
| Dụ Dân | Hương |
| Dụ Dân | Cáp Lạp Bố Lạp, Tân Địa, A Lặc Đằng Dã Mộc Lặc, Giang Cách Tư                                                           |
| Hòa Bố Khắc Tái Nhĩ | Trấn |
| Hòa Bố Khắc Tái Nhĩ | Hòa Bố Khắc Tái Nhĩ, Hòa Thập Thác Lạc Cái                                                                              |
| Hòa Bố Khắc Tái Nhĩ | Hương |
| Hòa Bố Khắc Tái Nhĩ | Hạ Tư Cái, Thiết Bố Khẳng Ô Tán, Tra Cán Khố Lặc, Ba Âm Ngạo Ngõa, Mạc Đặc Cách, Tra Hòa Đặc                            |

### A Lặc Thái (Altay)
| Địa khu Altay (A Lặc Thái) quản lí trực tiếp 7 đơn vị hành chính cấp huyện, bao gồm 1 thành phố cấp huyện và 6 huyện. Các đơn vị hành chính cấp huyện này được chia thành... đơn vị hành chính cấp hương, bao gồm... nhai đạo,... trấn và... hương. |                                                                                          |
| A Lặc Thái | Nhai đạo                                                                                 |
| A Lặc Thái | Kim Sơn Lộ, Giải Phóng Lộ, Đoàn Kết Lộ, Kháp Tú Lộ                                       |
| A Lặc Thái | Trấn                                                                                     |
| A Lặc Thái | Bắc Đồn, A Vi Than, Hồng Đôn, Thiết Mộc Nhĩ Thiết Khắc, A Lạp Cáp Khắc                   |
| A Lặc Thái | Hương                                                                                    |
| A Lặc Thái | Lạp Tư Đặc, Khách Lạp Hi Lực Khắc, Tát Nhĩ Hồ Tùng, Ba Lý Ba Cái, Thiết Nhĩ Khắc Tề      |
| A Lặc Thái | Hương dân tộc                                                                            |
| A Lặc Thái | Hãn Đức Ca Đặc                                                                           |
| Bố Nhĩ Tân | Trấn                                                                                     |
| Bố Nhĩ Tân | Bố Nhĩ Tân, Trùng Hồ Nhĩ, Oa Y Mạc Khắc, Khoát Tư Đặc Khắc                               |
| Bố Nhĩ Tân | Hương                                                                                    |
| Bố Nhĩ Tân | Đỗ Lai Đề, Dã Cách Tư Thác Biệt                                                          |
| Bố Nhĩ Tân | Hương dân tộc                                                                            |
| Bố Nhĩ Tân | Hòa Mộc Cáp Nạp Tư                                                                       |
| Phú Uẩn | Trấn                                                                                     |
| Phú Uẩn | Khố Ngạch Nhĩ Tề Tư, Khả Khả Thác Hải, Kháp Khố Nhĩ Đồ, Khách Lạp Thông Khắc, Đỗ Nhiệt   |
| Phú Uẩn | Hương                                                                                    |
| Phú Uẩn | Thổ Nhĩ Hồng, Khố Nhĩ Đặc, Khắc Tư Lặc Hi Lực Khắc, Thiết Mãi Khắc, Khách Lạp Bố Lặc Căn |
| Phúc Hải | Trấn                                                                                     |
| Phúc Hải | Phúc Hải, Khách Lạp Mã Cái, Giải Đặc A Nhiệt Lặc                                         |
| Phúc Hải | Hương                                                                                    |
| Phúc Hải | Khoát Khắc A Ca Thập, Tề Cán Cát Điệt, A Nhĩ Đạt                                         |
| Cáp Ba Hà | Trấn                                                                                     |
| Cáp Ba Hà | A Khắc Tề, Tát Nhĩ Bố Lạp Khắc, Tề Ba Nhĩ, Khố Lặc Bái                                   |
| Cáp Ba Hà | Hương                                                                                    |
| Cáp Ba Hà | Tát Nhĩ Tháp Mộc, Gia Y Lặc Mã, Thiết Nhiệt Khắc Đề                                      |
| Thanh Hà | Trấn                                                                                     |
| Thanh Hà | Thanh Hà, Tháp Khắc Thập Khẳng, A Nhiệt Lặc Thác Biệt, A Cách Đạt Lạp, A Nhiệt Lặc       |
| Thanh Hà | Hương                                                                                    |
| Thanh Hà | Tát Nhĩ Thác Hải, Tra Cán Quách Lặc, A Ca Thập Ngao Bao                                  |
| Cát Mộc Nãi | Trấn                                                                                     |
| Cát Mộc Nãi | Thác Phổ Thiết Nhiệt Khắc, Cát Mộc Nãi, Khách Nhĩ Giao, Ô Lạp Tư Đặc                     |
| Cát Mộc Nãi | Hương                                                                                    |
| Cát Mộc Nãi | Thác Tư Đặc, Kháp Lặc Thập Hải, Biệt Tư Thiết Nhiệt Khắc                                 |

### Đơn vị hành chính cấp huyện trực thuộc khu tự trị
| Khu tự trị Tân Cương trực tiếp quản lí 11 thành phố cấp huyện. Các thành phố cấp huyện này được chia thành... đơn vị hành chính cấp hương, bao gồm... nhai đạo,... trấn và... hương.▪️Thành phố cấp huyện Thạch Hà Tử (石河子市) nằm phía bắc khu tự trị Tân Cương, thuộc thành phố cấp huyện Sa Loan (địa khu Tháp Thành), do sư đoàn thứ 8 thuộc Binh đoàn Tân Cương quản lí. Nó được thành lập vào năm 1976 theo chế độ "sư thị hợp nhất". - Thành phố cấp huyện A Lạp Nhĩ (阿拉尔市) nằm phía nam khu tự trị Tân Cương, thuộc thành phố cấp huyện A Khắc Tô (địa khu A Khắc Tô), do sư đoàn thứ 1 thuộc Binh đoàn Tân Cương quản lí. Nó được thành lập vào năm 2002 theo chế độ "sư thị hợp nhất". - Thành phố cấp huyện Đồ Mộc Thư Khắc (图木舒克市) nằm phía nam khu tự trị Tân Cương, thuộc huyện Ba Sở (địa khu Khách Thập), do sư đoàn thứ 3 thuộc Binh đoàn Tân Cương quản lí. Nó được thành lập vào năm 2002 theo chế độ "sư thị hợp nhất". - Thành phố cấp huyện Ngũ Gia Cừ (五家渠市) nằm phía bắc khu tự trị Tân Cương, thuộc thành phố cấp huyện Xương Cát (châu tự trị Xương Cát), do sư đoàn thứ 6 thuộc Binh đoàn Tân Cương quản lí. Nó được thành lập vào năm 2002 theo chế độ "sư thị hợp nhất". - Thành phố cấp huyện Bắc Đồn (北屯市) nằm phía bắc khu tự trị Tân Cương, thuộc thành phố cấp huyện A Lặc Thái (châu tự trị Y Lê), do sư đoàn thứ 10 thuộc Binh đoàn Tân Cương quản lí. Nó được thành lập vào năm 2011 theo chế độ "sư thị hợp nhất". - Thành phố cấp huyện Thiết Môn Quan (铁门关市) nằm phía bắc khu tự trị Tân Cương, thuộc thành phố cấp huyện Khố Nhĩ Lặc (châu tự trị Ba Âm Quách Lăng), do sư đoàn thứ 2 thuộc Binh đoàn Tân Cương quản lí. Nó được thành lập vào năm 2012 theo chế độ "sư thị hợp nhất". - Thành phố cấp huyện Song Hà (双河市) nằm phía bắc khu tự trị Tân Cương, thuộc thành phố cấp huyện Bác Lạc (châu tự trị Bác Lạc), do sư đoàn thứ 5 thuộc Binh đoàn Tân Cương quản lí. Nó được thành lập vào năm 2014 theo chế độ "sư thị hợp nhất". - Thành phố cấp huyện Khả Khắc Đạt Lạp (可克达拉市) nằm phía bắc khu tự trị Tân Cương, thuộc huyện Hoắc Thành (châu tự trị Y Lê), do sư đoàn thứ 4 thuộc Binh đoàn Tân Cương quản lí. Nó được thành lập vào năm 2015 theo chế độ "sư thị hợp nhất". - Thành phố cấp huyện Côn Ngọc (昆玉市) nằm phía nam khu tự trị Tân Cương, thuộc huyện Mặc Ngọc (địa khu Hòa Điền), do sư đoàn thứ 14 thuộc Binh đoàn Tân Cương quản lí. Nó được thành lập vào năm 2016 theo chế độ "sư thị hợp nhất". - Thành phố cấp huyện Hồ Dương Hà (胡杨河市) nằm phía bắc khu tự trị Tân Cương, thuộc nhiều huyện và thành phố cấp huyện, do sư đoàn thứ 7 thuộc Binh đoàn Tân Cương quản lí. Nó được thành lập vào năm 2019 theo chế độ "sư thị hợp nhất". - Thành phố cấp huyện Tân Tinh (新星市) nằm phía đông khu tự trị Tân Cương, thuộc quận Y Châu (thành phố cấp địa khu Cáp Mật), do sư đoàn thứ 13 thuộc Binh đoàn Tân Cương quản lí. Nó được thành lập vào năm 2021 theo chế độ "sư thị hợp nhất". | |
| Thạch Hà Tử | Nhai đạo                                                                                             |
| Thạch Hà Tử | Tân Thành, Hướng Dương, Hồng Sơn, Lão Nhai, Đông Thành                                               |
| Thạch Hà Tử | Trấn                                                                                                 |
| Thạch Hà Tử | Bắc Tuyền, Thạch Hà Tử                                                                               |
| Thạch Hà Tử | Đoàn trường binh đoàn                                                                                |
| Thạch Hà Tử | 152                                                                                                  |
| A Lạp Nhĩ | Nhai đạo                                                                                             |
| A Lạp Nhĩ | Kim Ngân Xuyên, Hạnh Phúc Lộ, Thanh Tùng Lộ                                                          |
| A Lạp Nhĩ | Trấn                                                                                                 |
| A Lạp Nhĩ | Kim Ngân Xuyên, Tân Tỉnh Tử, Cam Tuyền, Vĩnh Ninh, Sa Hà, Song Thành, Hoa Kiều, Hạnh Phúc, Kim Dương |
| A Lạp Nhĩ | Hương                                                                                                |
| A Lạp Nhĩ | Thác Khách Y                                                                                         |
| A Lạp Nhĩ | Đoàn trường binh đoàn                                                                                |
| A Lạp Nhĩ | 7, 8, 10, 12, 16, 9                                                                                  |
| Đồ Mộc Thư Khắc | Nhai đạo                                                                                             |
| Đồ Mộc Thư Khắc | Cẩm Tú, Tiền Hải, Vĩnh An Bá                                                                         |
| Đồ Mộc Thư Khắc | Trấn                                                                                                 |
| Đồ Mộc Thư Khắc | Thảo Hồ, Long Khẩu, Tiền Hải, Vĩnh Hưng, Hưng An, Gia Hòa, Hà Đông, Hạ Hà                            |
| Đồ Mộc Thư Khắc | Đoàn trường binh đoàn                                                                                |
| Đồ Mộc Thư Khắc | 44, 49, 51, 53, Khách Lạp Bái Lặc trấn                                                               |
| Ngũ Gia Cừ | Nhai đạo                                                                                             |
| Ngũ Gia Cừ | Quân Khẩn Lộ, Thanh Hồ Lộ, Nhân Dân Lộ                                                               |
| Ngũ Gia Cừ | Trấn                                                                                                 |
| Ngũ Gia Cừ | Ngô Đồng, Thái Gia Hồ                                                                                |
| Ngũ Gia Cừ | Đoàn trường binh đoàn                                                                                |
| Ngũ Gia Cừ | 101                                                                                                  |
| Bắc Đồn | Đơn vị hành chính cấp hương                                                                          |
| Bắc Đồn | Khu trung tâm và các trấn Song Cừ, Phong Khánh, Hải Xuyên                                            |
| Thiết Môn Quan | Trấn                                                                                                 |
| Thiết Môn Quan | Bác Cổ Kỳ, Song Phong, Hà Bạn, Cao Kiều, Thiên Hồ, Khai Trạch, Mễ Lan, Kim Sơn, Nam Đồn              |
| Song Hà | Đơn vị hành chính cấp hương                                                                          |
| Song Hà | Khu trung tâm và các trấn Song Kiều, Thạch Dục, Bác Hà, Song Nhạc; đoàn trường 86                    |
| Khả Khắc Đạt Lạp | Đơn vị hành chính cấp hương                                                                          |
| Khả Khắc Đạt Lạp | Khu trung tâm và các trấn Du Thụ Trang, Vi Hồ, Trường Phong; đoàn trường 66 (trấn Giới Lương Tử), 67 |
| Côn Ngọc | Đơn vị hành chính cấp hương                                                                          |
| Côn Ngọc | Khu trung tâm và các trấn Lão Binh, Côn Tuyền, Côn Mục, Ngọc Tuyền; đoàn trường 224                  |
| Hồ Dương Hà | Đơn vị hành chính cấp hương                                                                          |
| Hồ Dương Hà | Khu trung tâm và các đoàn trường 125, 128, 129, 130                                                  |
| Tân Tinh | Đơn vị hành chính cấp hương                                                                          |
| Tân Tinh | Hoàng Điền, Hồng Tinh 1, Hồng Tinh 4, Hồng Tinh 2, Hồng Sơn                                          |